# Hypnum eugyrium
Hypnum eugyrium là một loài Rêu trong họ Hypnaceae. Loài này được (Schimp.) Sull. mô tả khoa học đầu tiên năm 1856.